# Tortelli di zucca

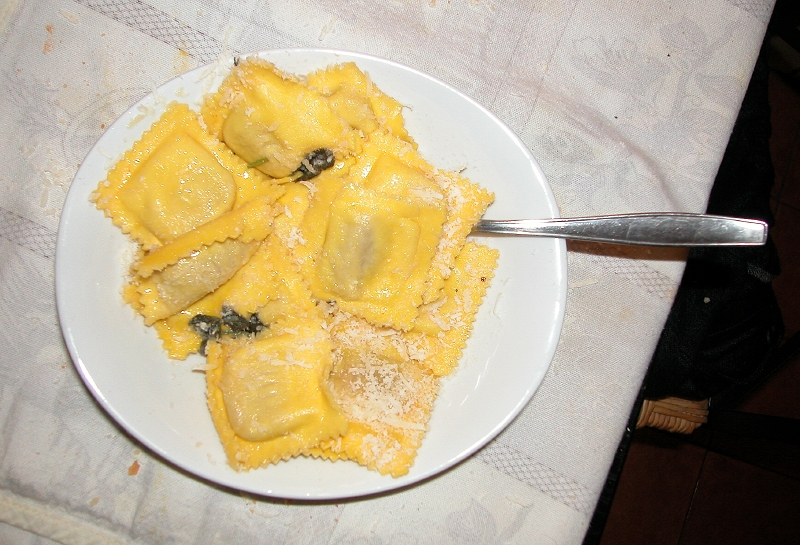
Tortelli di zucca con mantequilla y salvia.

Los tortelli di zucca (‘tortelli de calabaza’) son un tipo de pasta rellena, parecidos a los raviolis, originario del norte de Italia. Declarado producto agroalimentario tradicional italiano, es un plato símbolo de la cocina mantuana, pero está también presente, con pequeñas variaciones, en las vecinas provincias de Parma, Reggio Emilia, Piacenza y Cremona. En las provincias de Mantua, Piacenza y Reggio Emilia sobrevive la antigua tradición de preparar los tortelli di zucca como primer plato de la cena de Nochebuena, nacida a causa del precepto católico que prohíbe el consumo de carne ese día.

## Descripción
El plato consiste en una envoltura de pasta al huevo, cerrada generalmente con forma rectangular y un tamaño de unos 60×35 mm, rellena de una mezcla de calabaza hervida, amaretti, mostaza, queso parmesano y nuez moscada. La característica destacada de este plato es la combinación del sabor dulce de la calabaza, el salado del queso parmesano, el dulce-amargo de los amaretti y el picante de la mostaza.
El condimento tradicional de los tortelli di zucca consiste en mantequilla derretida en una sartén, ligeramente oscuro y condimentado con salvia, vertido directamente en el plato del comensal, con abundante parmesano rallado. Desde la segunda mitad del siglo XIX se extendieron otros tipos de condimentos a base de mantequilla sofrita con cebolla y tomate, además de tocino, panceta o cerdo picado. En Piacenza se acompañan en ocasiones con salsas «rojas» con hongos porcini.

## Historia
El origen de los tortelli de zucca, cuya variante más conocida son los tortelli mantovani (‘tortelli mantuanos’), es parte de la antigua y popular tradición culinaria de pastas rellenas del norte de Italia. Esta tradición se remonta al menos a la baja Edad Media, mientras la calabaza —como ingrediente— data de pasado el 1500, al asentarse el cultivo de las nuevas verduras procedentes de Centroamérica. El propósito de estas recetas es obtener un plato sabroso y nutritivo con lo poco que proporcionaba la economía campesina.
A fin de mantener el equilibrio adecuado entre los distintos sabores, debe prestarse especial atención a las proporciones, y tal vez por eso a lo largo de los siglos las variantes en la composición del relleno han sido pocas y casi insignificantes. Por ejemplo, las recetas de Piacenza y Ferrara no contemplan el uso de amaretti, mientras las de Cremona emplean mostaza dulce. El único ingrediente que se ha perdido es la lecha de lucio, utilizada en el siglo XVIII de ligar mejor los componentes del relleno.